# 熊本県立鹿本高等学校
熊本県立鹿本高等学校（くまもとけんりつ かもと こうとうがっこう, Kumamoto Prefectural Kamoto High School）は、熊本県山鹿市鹿校通三丁目にある全日制課程の県立高等学校。略称は「鹿高」（かこう）。

## 概要
歴史
1896年（明治29年）に開校した「熊本県尋常中学済々黌 山鹿分黌」（旧制中学校・後に熊本県立鹿本中学校）を前身とする。1968年（昭和43年）に、山鹿高等女学校を前身とする「熊本県立山鹿高等学校」と統合された。2017年（平成29年）に創立120周年を迎えた。

設置学科・普通科
・みらい創造科（スポーツ健康科学コース）
・みらい創造科（グローバル探究コース）
学区
・普通科
　県北学区（旧植木町を含む）
・みらい創造科（スポーツ健康科学コース・グローバル探究コース）
　熊本県全域
校訓
1. 「自主自律」- 進取の気象を涵養する
2. 「質実剛健」- 好学の気風を養成する
3. 「師弟同行」- 敬愛の美風を育成する

校章
銀杏の葉と校名の「鹿本」にちなんだ鹿の角の絵を背景に、「高」の文字（旧字体）を置いている。
校歌
作詞は島田磬也、作曲は福島崇実による。初代校長がこの2人に制作を直接依頼して制作された。4番まであり、各番とも「おお 我等が学園 鹿本鹿本高校」で終わる。
制服
男子
冬服は詰襟学生服で、変形学生服は固く禁止されており、校章組章の付いていないものも認められていない。両袖に白いラインが1本入っており、右襟には校章、左襟には組章がついている。夏服は水色のシャツで、左胸に校章が縫ってある。
女子
冬服はセーラー服で夏服とともに大きいリボンがついている。スカートには、短く改造できないように校章がついている。なお、リボンの色は冬はえんじ、夏は水色である。

## 沿革
熊本県立鹿本中学校（旧制）・（旧）熊本県立鹿本高等学校
- 1896年（明治29年） - 「熊本県尋常中学済々黌山鹿分黌」が開校。
- 1909年（明治42年）- 「熊本県立鹿本中学校」と改称。
- 1927年（昭和2年）- 校訓・校歌を制定。
- 1948年（昭和23年）4月 - 学制改革に伴い、「熊本県立鹿本高等学校」（男子校）となる。
- 1949年（昭和24年）4月 - 学区制により、男女共学となる。熊本県立鹿本実業高等学校を統合し、農業科・工業科を設置。
- 1958年（昭和33年）4月 - 農業科が分離し、熊本県立鹿本農業高等学校として独立。

熊本県立山鹿高等女学校・（旧）熊本県立山鹿高等学校
- 1912年（明治45年）4月 - 「鹿本郡山鹿町外十七ケ町村学校土木組合立山鹿実科高等女学校」が開校。
- 1913年（大正2年）9月 - 「鹿本郡町村学校組合立山鹿実科高等女学校」と改称。
- 1915年（大正4年）4月 - 「鹿本郡町村組合立山鹿実科高等女学校」と改称。
- 1919年（大正8年）
  - 4月 - 「鹿本郡町村組合立山鹿高等女学校」と改称。
  - 10月 -「鹿本郡町村組合立熊本県山鹿高等女学校」と改称。
- 1923年（大正12年）- 「熊本県立山鹿高等女学校」と改称。
- 1948年（昭和23年）4月 - 学制改革に伴い、「熊本県立山鹿高等学校」（女子校）となる。
- 1949年（昭和24年）4月 - 学区制により、男女共学となる。

（新）熊本県立鹿本高等学校
- 1968年（昭和43年）4月
  - 旧・鹿本高等学校と旧・山鹿高等学校を統合し、新・「熊本県立鹿本高等学校」が発足。
  - 山鹿高等学校商業科と鹿本高等学校工業科がともに分離し、熊本県立鹿本商工高等学校として独立。
- 1984年（昭和59年） - 鹿本高等学校同窓会館が完成。
- 1994年（平成6年）- セミナーハウスが完成。
- 2003年（平成15年）- 同窓会主催で長嶋茂雄講演会が行われる。

## 学校行事
3学期制
1学期
- 4月 - 始業式、入学式、新入生オリエンテーション
- 5月 - 体育祭、県高校総合体育大会、県高校総合文化祭
- 6月 - 生徒会役員選挙、生徒総会
- 7月 - 夏休み、オープンスクール、前期課外
- 8月 - 夏休み、インターンシップ、後期課外

2学期
- 9月 - 始業式、文化祭
- 10月 -
- 11月 -
- 12月 - クラスマッチ、修学旅行（２年次に台湾へ）、冬休み

3学期
- 1月 - 冬休み
- 2月 - 持久走大会（鹿高ハーフマラソンチャレンジ大会）
- 3月 - 卒業式、クラスマッチ

## 部活動
体育系
- 陸上部
- 駅伝部
- バスケットボール部
- バレーボール部
- ソフトテニス部
- テニス部
- バドミントン部
- 卓球部
- 柔道部
- 硬式野球部
- 空手道部
- 剣道部
- 弓道部
- サッカー部
- ダンス部
- ハンドボール部
- 水泳部 - 1958年にインターハイ総合優勝を達成。

文化系
- 文芸部
- 英語部
- 放送部
- 写真部
- 生物部 - 1968年（昭和43年）に発足。
  - 1970年度（昭和45年度）-「キモグラフ[3] 描写装置の考案」が熊本県科学展教育長賞を受賞。
  - 1972年度（昭和47年度）-「カイコの血球密度と捕食作用の実験」が熊本県高等学校理科発表会（現在の科学甲子園）優秀賞・熊本県科学展良賞を受賞。
  - 1976年度（昭和51年度）
    - 「中性洗剤毒性の研究」が熊本県高等学校理科発表会優秀賞・熊本県科学展優賞を受賞。
    - 「メダカの体色変化について」が熊本県高等学校理科発表会優賞・熊本県科学展優賞を受賞。
    - 「ATPによる筋収縮の実験」が熊本県高等学校理科発表会優賞・熊本県科学展良賞を受賞。

  - 1977年度（昭和52年度）
    - 「ヒゴタイの発芽について」が熊本県高等学校理科発表会優秀賞・熊本県科学展良賞を受賞。
    - 「食事の回数が肥満・貧血に及ぼす影響」が熊本県高等学校理科発表会優秀賞・熊本県科学展良賞を受賞。
- 地学部
- 吹奏楽部
- 考古学部
- 美術部
- 書道部
- 演劇部
- 茶道部
- 華道部
- 家庭部
- 数学部
- ギターマンドリン部
- 無線部
- 新聞部
- 合唱部 - 2009年（平成21年）熊本県合唱コンクール金賞を受賞。
- JRC（Junior Red Cross）
- 百人一首競技かるた部 - 2002年（平成14年）に同好会として発足。2004年（平成16年）に部に昇格。
  - 2002年（平成14年）- 全国高校総合文化祭（以下、総文祭）に1名出場（ベスト8入賞）第24回熊本県高等学校小倉百人一首かるた競技大会優勝
  - 2003年（平成15年）- 全国高等学校小倉百人一首かるた選手権大会に初出場・全国高校総文祭に4名出場（ベスト8）
  - 2004年（平成16年）- 全国高等学校小倉百人一首かるた選手権大会2年連続出場・全国高校総文祭出場（4名）
  - 2005年（平成17年）- 全国高等学校小倉百人一首かるた選手権大会3年連続出場・全国高校総文祭出場（4名）
  - 2006年（平成18年）- 全国高等学校小倉百人一首かるた選手権大会第4位入賞・全国高校総文祭出場（4名）
  - 2007年（平成19年）- 全国高等学校小倉百人一首かるた選手権大会5年連続出場・全国高校総文祭出場（4名）、全国高校総文祭小倉百人一首読手日本一。
  - 2008年（平成20年）- 全国高等学校小倉百人一首かるた選手権大会6年連続出場・全国高校総文祭に5名出場（ベスト8）
  - 2009年（平成21年）- 全国高等学校小倉百人一首かるた選手権大会準優勝・全国高校総文祭に5名出場
  - 2010年（平成22年）- 全国高等学校小倉百人一首かるた選手権大会第3位入賞、全国高校総文祭百人一首かるた競技部門準優勝（文化庁長官賞受賞）
  - 2011年（平成23年）- 全国高等学校小倉百人一首かるた選手権大会9年連続出場（ベスト8）、全国高校総文祭10年連続出場（ベスト8）、読手優秀賞受賞
  - 2012年（平成24年）- 全国高等学校小倉百人一首かるた選手権大会10年連続出場・全国高校総文祭出場（5名）
  - 2013年（平成25年）- 全国高等学校小倉百人一首かるた選手権大会11年連続出場、全国高校総文祭出場（５名）
  - 2014年（平成26年）- 全国高等学校小倉百人一首かるた選手権大会12年連続出場、全国高校総文祭出場（５名）
  - 2015年（平成27年）- 全国高等学校小倉百人一首かるた選手権大会13年連続出場、全国高校総文祭出場（5名）
  - 2016年（平成28年）- 全国高等学校小倉百人一首かるた選手権大会14年連続出場(ベスト８）、熊本県高校総文祭１４連覇 、全国高校総文祭15年連続出場
- 和太鼓同好会

## 著名な出身者
政治
- 蒲島郁夫 - 前熊本県知事、東京大学名誉教授、元同大学院法学研究科教授
- 早田順一 - 山鹿市長
- 中嶋憲正 - 元山鹿市長

学者
- 原田敏明 - 民俗学者、宗教学者

スポーツ
- 松野明美 - 参議院議員、タレント、元女子マラソン選手
- 岩釣兼生 - 柔道家
- 樋口大輝 - サッカー選手、タイ・ホンダFC
- 宮崎光平 - 元サッカー選手
- 江里口匡史 - 陸上選手（短距離）
- 青木行義 - 競泳選手
- 肥後嵐悠太 - 大相撲力士
- 浦田理恵 - 女子ゴールボール選手、ロンドンパラリンピック金メダリスト

その他
- 松田千秋 - 海軍少将、戦艦「大和」第3代艦長、横須賀海軍航空隊司令
- 立花止 - 海軍大佐、海軍総隊戦務参謀、立花事件
- 松尾敬宇 - 海軍中佐、特殊潜航艇「甲標的」艇長として戦死
- 富田至誠 - 画家、美術教師
- 波多野貴文 - 映画監督
- 大津皓一 - 脚本家、放送作家
- 立花綾香 - シンガーソングライター

## 交通アクセス
最寄りのバス停
- 九州産交バス 「鹿本高校入口」バス停

最寄りの道路
- 国道325号

## 周辺
- 山鹿市役所
- 熊本地方裁判所
- 山鹿市民医療センター
- 山鹿市立山鹿小学校
- 山鹿市立山鹿中学校
- 山鹿郵便局
- 山鹿古閑簡易郵便局
- 山鹿市墓地公園
- 菊池川